# Frédéric Martel

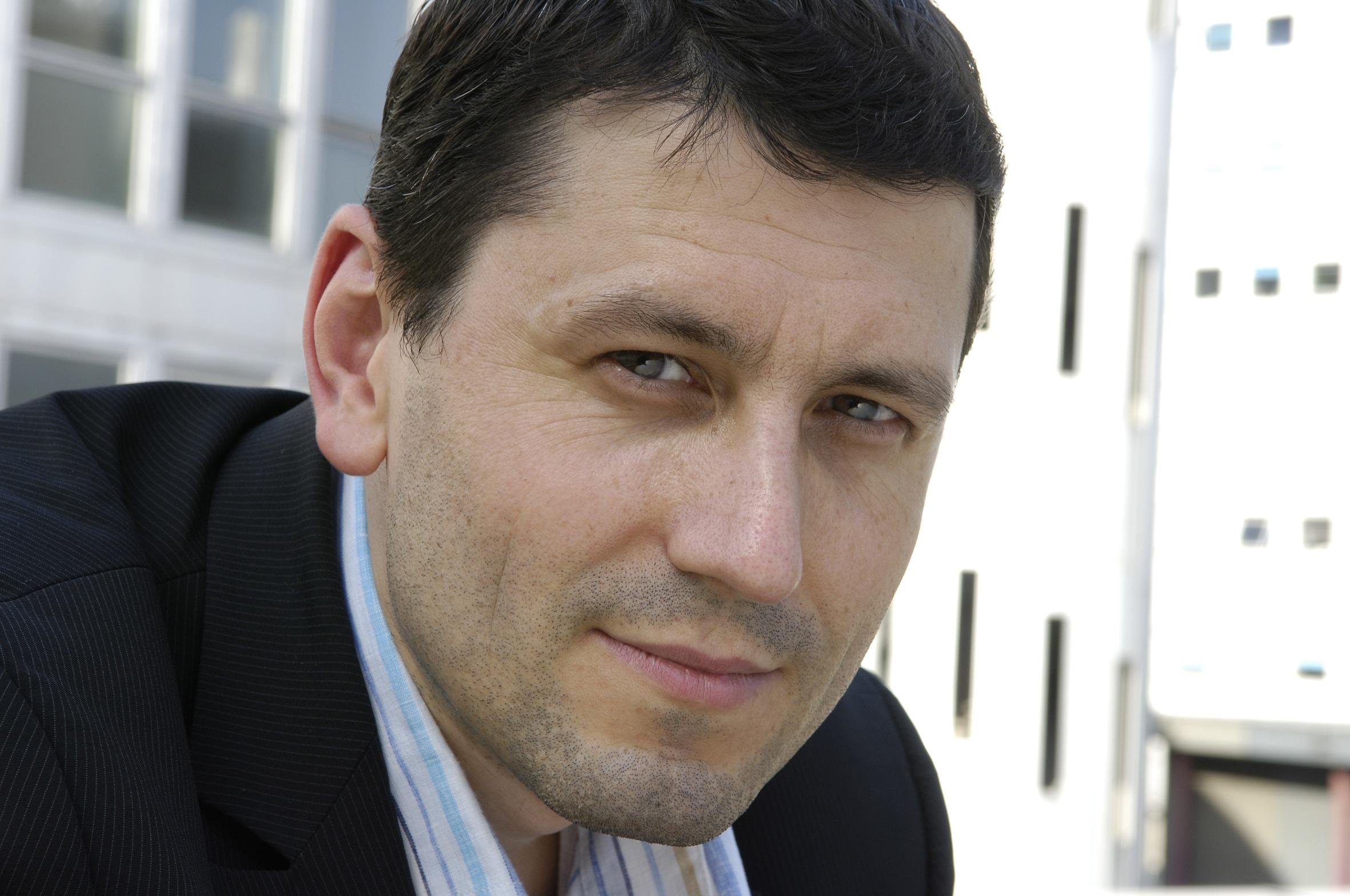
Frédéric Martel

Frédéric Martel (* 28. Oktober 1967 in Châteaurenard nahe Avignon, Frankreich) ist ein französischer Soziologe, Autor und Journalist.

## Leben
Martel studierte Philosophie, Politikwissenschaften und Soziologie in Frankreich. Nach seinem Studium war er von 1990 bis 1992 für die französische Botschaft als Mitarbeiter in Bukarest (Rumänien) tätig. Von 1993 bis 1994 war er als politischer Berater des französischen Politikers Michel Rocard angestellt. Von 1997 bis 2000 war er politischer Berater von Martine Aubry. Als Kulturattaché war er in der französischen Botschaft in Washington, D.C. von 2001 bis 2005 angestellt. Als Autor hat er mehrere Bücher geschrieben und hat verschiedene Artikel für internationale Zeitungen wie Magazine Littéraire, L’Express, Dissent, The Nation und Haaretz verfasst. Martel produziert eine eigene Radiosendung Masse Critique auf dem französischen Radiosender France Culture.

## Werke (Auswahl)
- Philosophie du droit et philosophie politique d’Adolphe Thiers, LGDJ, 1995
- The Pink and the Black, Homosexuals in France since 1968, Le Seuil, 1996
- La longue marche des gays, Reihe Découvertes Gallimard (n° 417), Gallimard, 2002
- Theater, Sur le déclin du théâtre en Amérique et comment il peut résister en France, La Découverte, 2006
- De la culture en Amérique, Gallimard, 2006 (2007: France-Amériques prize)
- Mainstream, Enquête sur cette culture qui plaît à tout le monde, Flammarion, 2010
  - deutsch: Mainstream. Wie funktioniert, was allen gefällt, aus dem Französischen von Elsbeth Ranke und Ursel Schäfer, Knaus Verlag, München 2011, ISBN 978-3-8135-0418-7[2]
- Smart, Enquête sur les internets, Stock, 2014
- Sodoma. Enquête au cœur du vatican, Robert Laffont, Paris 2019, ISBN 978-2-221-22082-5[3][4]
- Sodom. Macht, Homosexualität und Doppelmoral im Vatikan. S.Fischer, Frankfurt am Main 2019, DNB 1184418381, OCLC 1099689030 (Originaltitel: Sodoma : Enquête au cœur du Vatican. Übersetzt von Katja Hald, Elsbeth Ranke, Eva Scharenberg & Anne Thomas). 608 Seiten.[5]